# Arthropodium bifurcatum
Arthropodium bifurcatum är en sparrisväxtart som beskrevs av Heenan, A.D.Mitch. och De Lange. Arthropodium bifurcatum ingår i släktet Arthropodium och familjen sparrisväxter. Inga underarter finns listade i Catalogue of Life.